# Reprezentacja Rumunii w piłce siatkowej kobiet

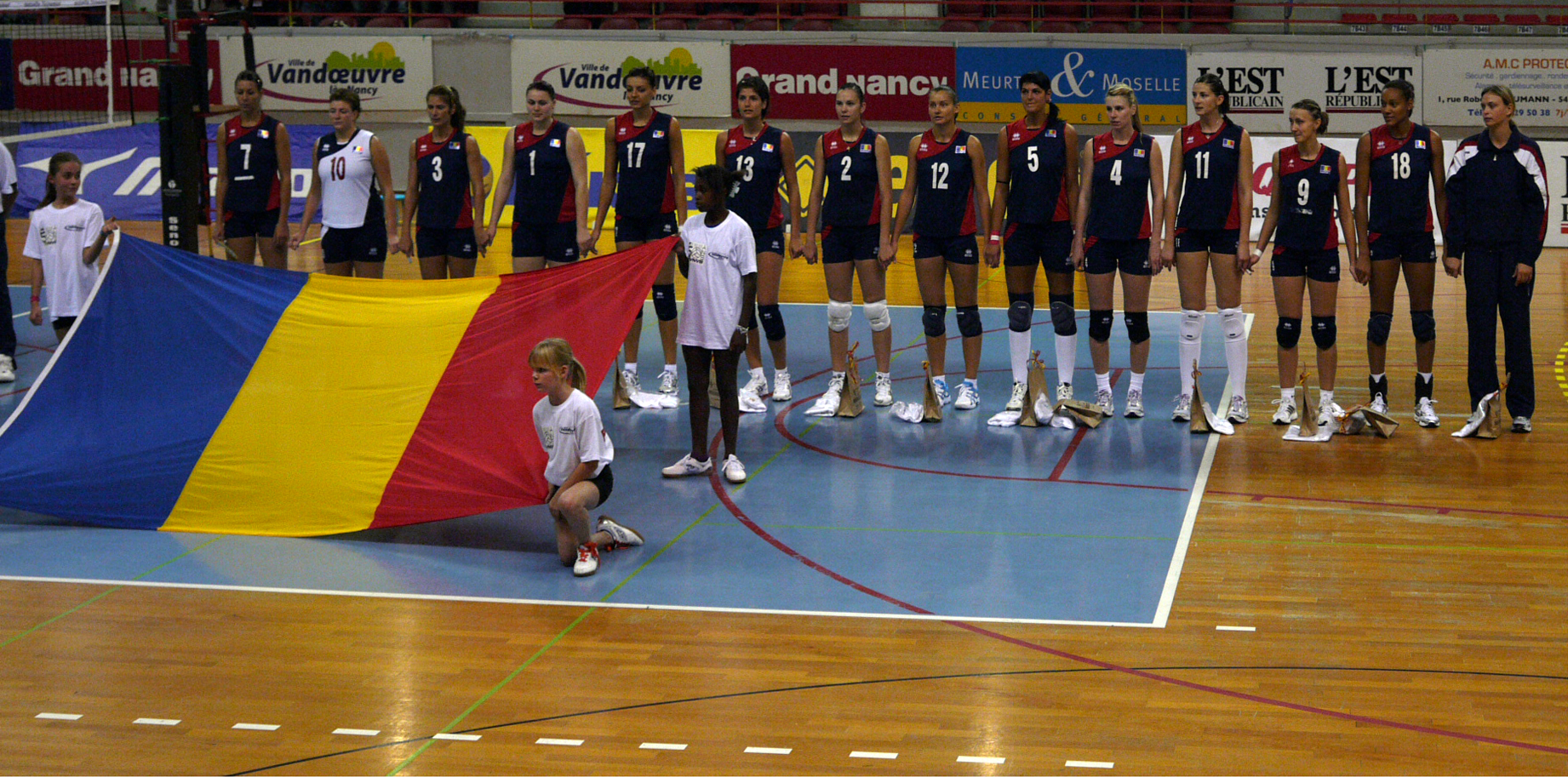
Reprezentacja Rumunii w 2011 roku

Reprezentacja Rumunii w piłce siatkowej kobiet – narodowa reprezentacja w piłce siatkowej Rumunii, reprezentująca ją na arenie międzynarodowej.

## Osiągnięcia
Mistrzostwa Świata:
- 1956

Mistrzostwa Europy:
- 1963

Liga Europejska:
- 2025[1]

## Udział i miejsca w imprezach

### Igrzyska Olimpijskie
| Rok  | Kraj           | Miejsce      |
| ---- | -------------- | ------------ |
| 1964 | Tokio          | 4. miejsce   |
| 1968 | Meksyk         | brak udziału |
| 1972 | Monachium      | brak udziału |
| 1976 | Montreal       | brak udziału |
| 1980 | Moskwa         | 8. miejsce   |
| 1984 | Los Angeles    | brak udziału |
| 1988 | Seul           | brak udziału |
| 1992 | Barcelona      | brak udziału |
| 1996 | Atlanta        | brak udziału |
| 2000 | Sydney         | brak udziału |
| 2004 | Ateny          | brak udziału |
| 2008 | Pekin          | brak udziału |
| 2012 | Londyn         | brak udziału |
| 2016 | Rio de Janeiro | ?            |

### Mistrzostwa Świata
| Rok  | Kraj           | Miejsce      |
| ---- | -------------- | ------------ |
| 1952 | ZSRR           | 5. miejsce   |
| 1956 | Francja        | 2. miejsce   |
| 1960 | Brazylia       | brak udziału |
| 1962 | ZSRR           | 5. miejsce   |
| 1967 | Japonia        | brak udziału |
| 1970 | Bułgaria       | 7. miejsce   |
| 1974 | Meksyk         | 5. miejsce   |
| 1978 | ZSRR           | brak udziału |
| 1982 | Peru           | brak udziału |
| 1986 | Czechosłowacja | brak udziału |
| 1990 | Chiny          | brak udziału |
| 1994 | Brazylia       | 15. miejsce  |
| 1998 | Japonia        | brak udziału |
| 2002 | Niemcy         | 16. miejsce  |
| 2006 | Japonia        | brak udziału |
| 2010 | Japonia        | brak udziału |
| 2014 | Włochy         | brak udziału |

### Mistrzostwa Europy

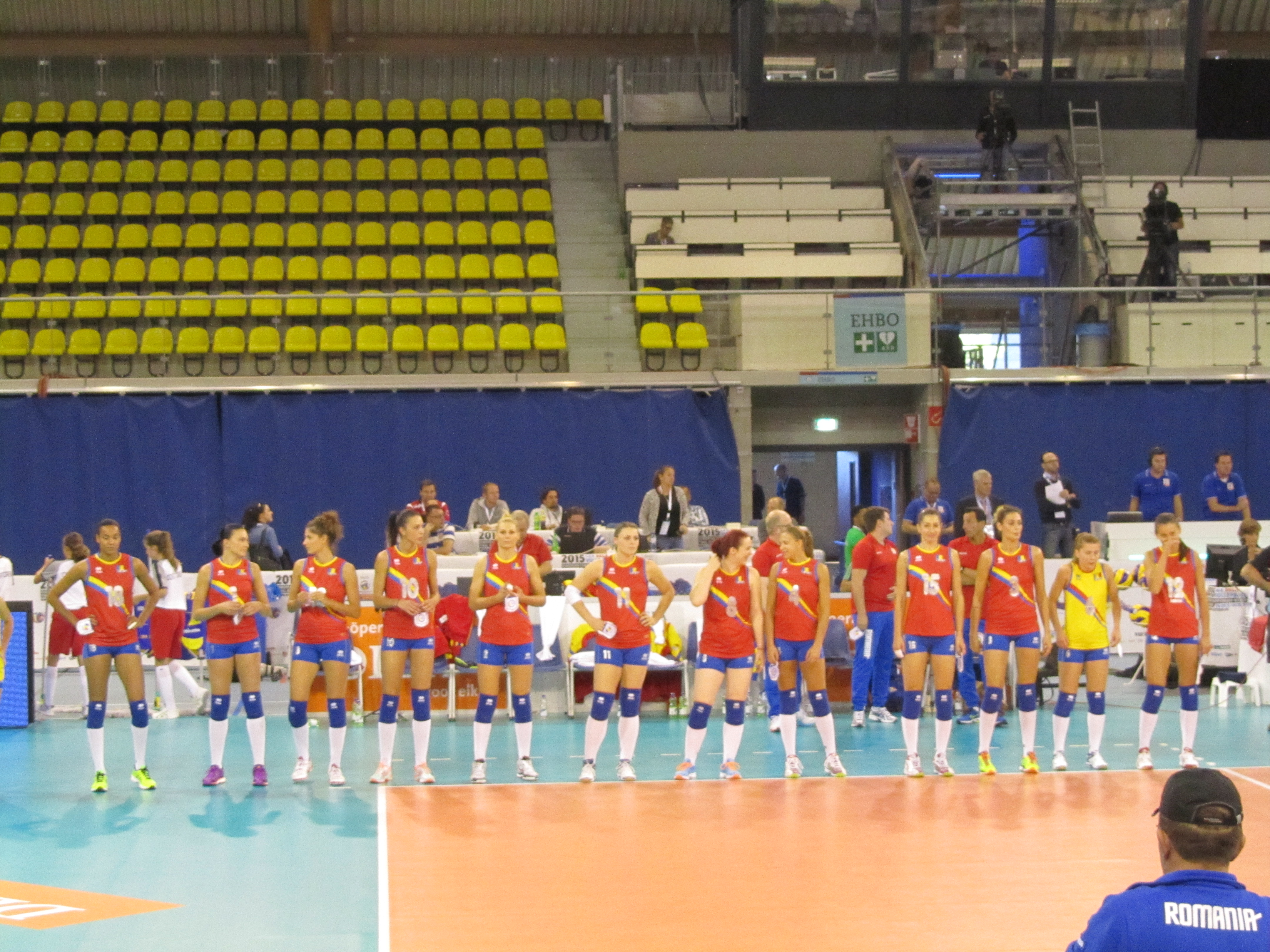
Reprezentacja Rumunii na Mistrzostwach Europy 2015

| Rok  | Kraj               | Miejsce      |
| ---- | ------------------ | ------------ |
| 1949 | Czechosłowacja     | 4. miejsce   |
| 1950 | Bułgaria           | 5. miejsce   |
| 1951 | Francja            | brak udziału |
| 1955 | Rumunia            | 4. miejsce   |
| 1958 | Czechosłowacja     | 4. miejsce   |
| 1963 | Rumunia            | 3. miejsce   |
| 1967 | Turcja             | 9. miejsce   |
| 1971 | Włochy             | 7. miejsce   |
| 1975 | Jugosławia         | 7. miejsce   |
| 1977 | Finlandia          | 6. miejsce   |
| 1979 | Francja            | 5. miejsce   |
| 1981 | Bułgaria           | 7. miejsce   |
| 1983 | NRD                | 6. miejsce   |
| 1985 | Holandia           | 11. miejsce  |
| 1987 | Belgia             | 8. miejsce   |
| 1989 | Niemcy             | 4. miejsce   |
| 1991 | Włochy             | 6. miejsce   |
| 1993 | Czechy             | 10. miejsce  |
| 1995 | Holandia           | brak udziału |
| 1997 | Czechy             | 11. miejsce  |
| 1999 | Włochy             | 6. miejsce   |
| 2001 | Bułgaria           | 7. miejsce   |
| 2003 | Turcja             | 8. miejsce   |
| 2005 | Chorwacja          | 10. miejsce  |
| 2007 | Belgia/ Luksemburg | brak udziału |
| 2009 | Polska             | brak udziału |
| 2011 | Serbia/ Włochy     | 12. miejsce  |
| 2013 | Niemcy/ Szwajcaria | brak udziału |
| 2015 | Holandia/ Belgia   |              |

### Liga Europejska
| Rok  | Miasto       | Miejsce    |
| ---- | ------------ | ---------- |
| 2009 | Kayseri      | 5. miejsce |
| 2010 | Ankara       | 6. miejsce |
| 2011 | Stambuł      | 5. miejsce |
| 2012 | Karlowe Wary | 8. miejsce |